# 루이스 미겔
루이스 미겔 가예고 바스테리(Luis Miguel Gallego Basteri, 1970년 4월 19일 ~ )는 감미로운 목소리와 로맨틱한 발라드로 유명한 멕시코의 라틴 팝 가수이다.

## 생애
1981년 가수로 데뷔하였고 1985년 멕시코 영화 《Fiebre de amor》에서 주연 배우로 처음 출연했으며 2000년 미국 영화 《Vivo》를 통해 영화 제작자로 데뷔하였다. 그는 1980년대 초부터 라틴아메리카에서 가장 유명한 가수로 활동했으며, 흔히 "멕시코의 태양(El Sol de Mexico)"으로 불린다. 그 밖에도 "El Rey", "Luismi", "Micky", "El Idolo", "Luis Mi-Rey" 같은 별명으로 불린다.
루이스 미겔은 그래미 상을 다섯 차례 받은 경력을 가지고 있으며, 전 세계적으로 통산 7천 5백만 장의 음반 판매고를 기록했는데, 이는 스페인어권 가수로는 역대 두 번째로 높은 기록이다.